# ジョージ・ブラウン (第3代スライゴ侯爵)

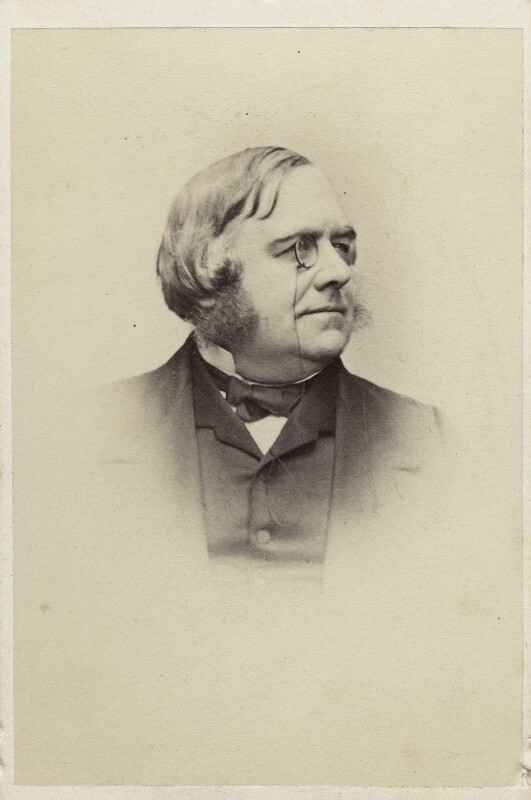
第3代スライゴ侯爵の写真。ワトキンス兄弟撮影、1860年代。

第3代スライゴ侯爵ジョージ・ジョン・ブラウン（英語: George John Browne, 3rd Marquess of Sligo、1820年1月31日 – 1896年12月30日）は、アイルランド貴族。1845年までアルタモント伯爵の儀礼称号を使用した。

## 生涯
第2代スライゴ侯爵ハウ・ピーター・ブラウンと妻（1800年1月 – 1878年2月17日）の息子として、1820年1月31日にメイヨー県のウェストポート・ハウスで生まれ、3月21日にウェストポートで洗礼を受けた。1831年から1834年までイートン・カレッジで教育を受けた後、1838年6月25日にケンブリッジ大学トリニティ・カレッジに入学した。1845年1月26日に父が死去すると、スライゴ侯爵位を継承した。
爵位継承のすぐ後にジャガイモ飢饉が起こった。スライゴ侯爵は借地人の救済の一環として、メイヨー県の地主ジョージ・ヘンリー・ムーアやロバート・ブロス（Robert Blosse）とともにマーサ・ワシントン号（Martha Washington）をチャーターして食料を購入、マーサ・ワシントン号は4千トンの穀物を載せてウェストポートに入港した。
1883年時点でメイヨー県に114,881エーカーの領地を所有したが、そのすべてが単純不動産の農地であり、領地からの年収は1万9千ポンドだった（1876年時点では114,881エーカー、年収16,157ポンド）。114,881エーカーという領地面積は1883年時点のイギリス貴族では23位だった。
1896年12月30日にギルフォード近くのマウント・ブラウン（Mount Browne）で死去、弟ジョン・トマスが爵位を継承した。

## 家族
1847年5月3日、ルイーザ・エレン・フランシス・オーガスタ・シドニー・スミス（Louisa Ellen Frances Augusta Sydney Smythe、1823年2月21日 – 1852年11月23日、第6代ストラングフォード子爵パーシー・クリントン・シドニー・スミスの娘）と結婚、1女をもうけた。
- キャサリン・フィリッパ・エレン（Catherine Philippa Ellen、1855年3月2日没） - 早世[6]

1858年7月20日、ジュリア・キャサリン・アン・ニュージェント（Julia Catherine Anne Nugent、1830年6月3日 – 1859年6月25日、第9代ウェストミーズ伯爵アンソニー・フランシス・ニュージェントの娘）と再婚したが、ジュリア・キャサリンは翌年に産褥死した。2人は1女をもうけた。
- ジュリア・エレン・アン・キャサリン（Julia Ellen Anne Catherine、1864年4月25日没） - 早世[6]

1878年6月6日、イザベル・レイモンド・ド・ペロネ（Isabelle Raymonde de Peyronnet、1841年10月29日 – 1927年5月26日、ド・ペロネ子爵の三女）と再婚、2女（双子）をもうけた。
- メアリー・イザベル・ペロネ（1881年11月6日[6] – 1948年12月18日[7]）
- イザベル・メアリー・ペロネ（1881年11月6日 ロンドン – 1947年6月8日） - ロンドン大学で教育を受けた後、1909年にロンドン・リンネ協会フェローに選出された[8]。英国赤十字社にも加入して、1918年6月3日に大英帝国勲章オフィサーを授与された[9]